# Луїс Барраґан
Луїс Раміро Барраґан Морфін (9 березня 1902 — 22 листопада 1988) — мексиканський архітектор та інженер. 
Спочатку був близький до інтернаціонального стилю Ле Корбюзьє (якого вважав вчителем), але еволюціонував у бік безкомпромісного площинного мінімалізму при збереженні національної специфіки (яскраві кольори, традиційні мексиканські матеріали, значна кількість фонтанів і водойм, масиви зелені — «емоційна архітектура», як визначав її він сам).
Його роботи мали великий вплив на сучасну архітектуру. Будівлі Барраґана часто відвідують іноземні студенти та професори архітектури.

## Дитинство та юність
Барраган народився у Гвадалахарі в штаті Халіско, Мексика. Закінчив Escuela Libre de Ingenieros у Гвадалахарі в 1923, здобувиш фах інженера. Після закінчення університету подорожував Іспанією та Францією. Під час перебування у Франції він ознайомився з працями Фердинанда Бака, німецько-французького письменника, дизайнера і художника, якого дуже високо цінував. 
У 1931 знову поїхав до Франції з тривалою зупинкою в Нью-Йорку. У цій мандрівці він познайомився з мексиканським живописцем Хосе Клементе Ороско, редактором архітектурного журналу, та з Фредериком Кіслером. У Франції він зустрівся з Ле Корбюзьє і відвідав сади, проектовані Фердинаном Баком. 
Він займався архітектурою в Гвадалахарі у 1927–1936, а згодом переїхав у Мехіко.

## Кар'єра

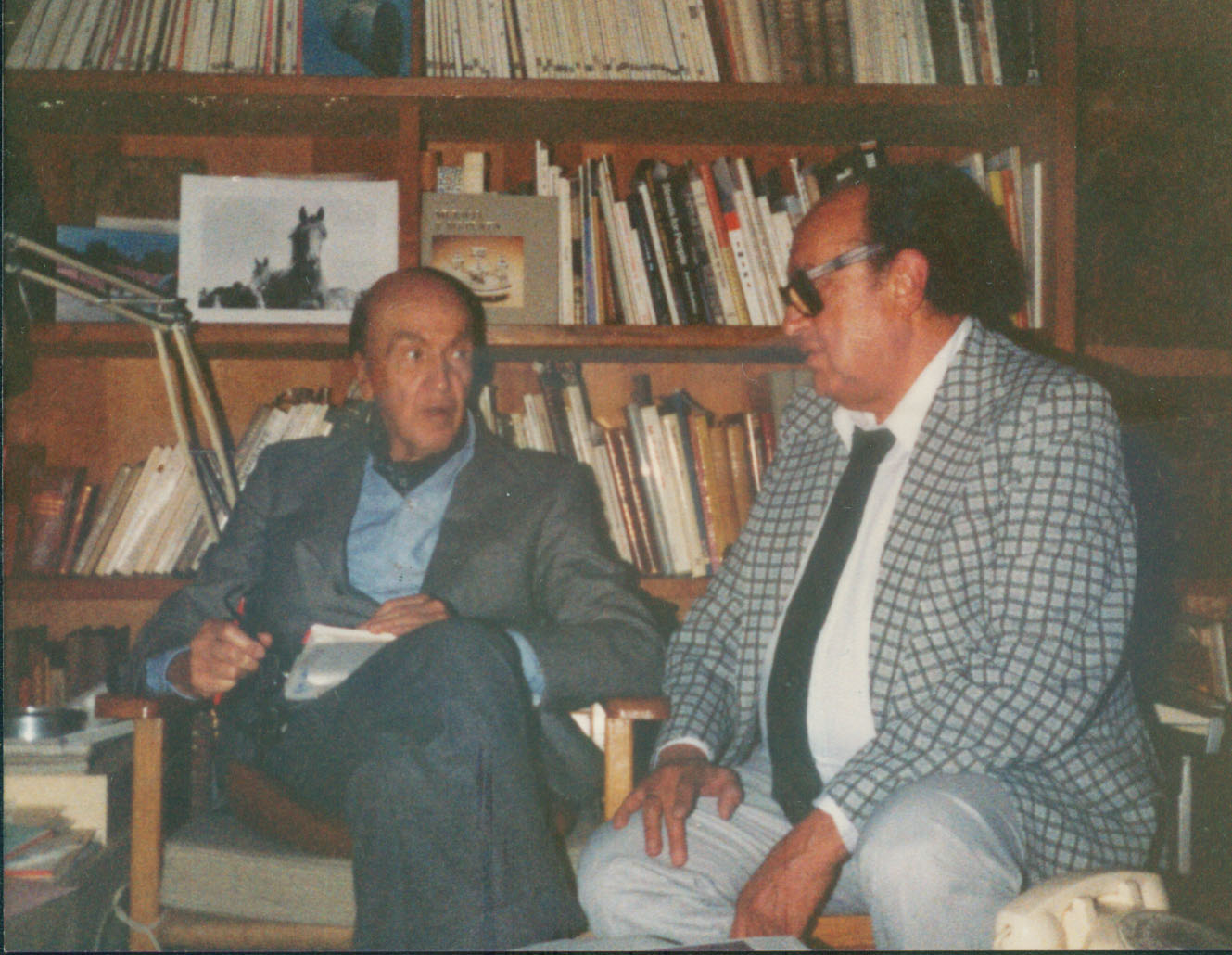
Луїс Барраґан та Хосе Луїс Ернандес Мендоса

Його робота в Гвадалахарі включає понад десяток приватних будинків у районі Колонія Американа, що сьогодні знаходиться недалеко від центру міста. Одна з перших його будівель, Casa Cristo, була відреставрована і в ній знаходиться Державна гільдія архітекторів.

### Основні проекти
У 1945 він розпочав планування житлового комплексу в Жардінес дель Педрегал (Jardines del Pedregal, Мехіко). 
У 1947 побудував власний будинок і студію в Такубаї. В 1955 відбудував Convento de las Capuchinas Sacramentarias в Тлалпані, Мехіко, а також створив план Саду дель Боске (Jardines del Bosque) в Гвадалахарі. У 1957 він запланував Torres de Satélite (міська скульптура, створена у співпраці зі скульптором Матіасом Геріцем) та ексклюзивний житловий район Лас-Арболедас (Las Arboledas), що знаходиться в декількох кілометрах від Ciudad Satélite (Міста Сателітів). 

У 1964 разом з архітектором Хуаном Сордо Мадалено він спроектував житловий квартал Ломас Вердес (Lomas Verdes), також поблизу району Сателітів, в муніципалітеті Наукальпан, штат Мехіко. У 1967 він створив одну із своїх найвідоміших робіт — школу верхової їзди San Cristóbal Estates у Мехіко.

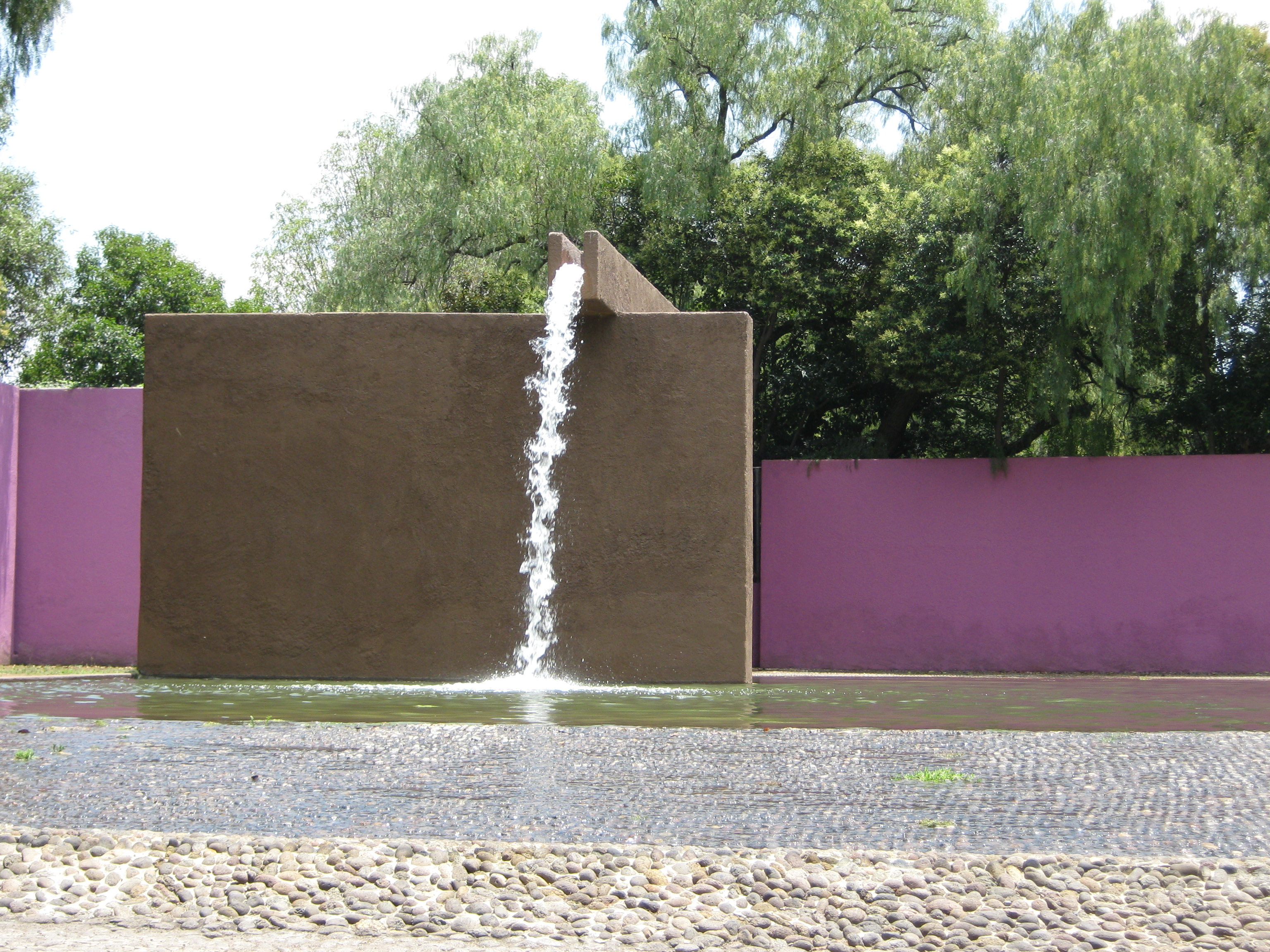
Fuente de los Amantes
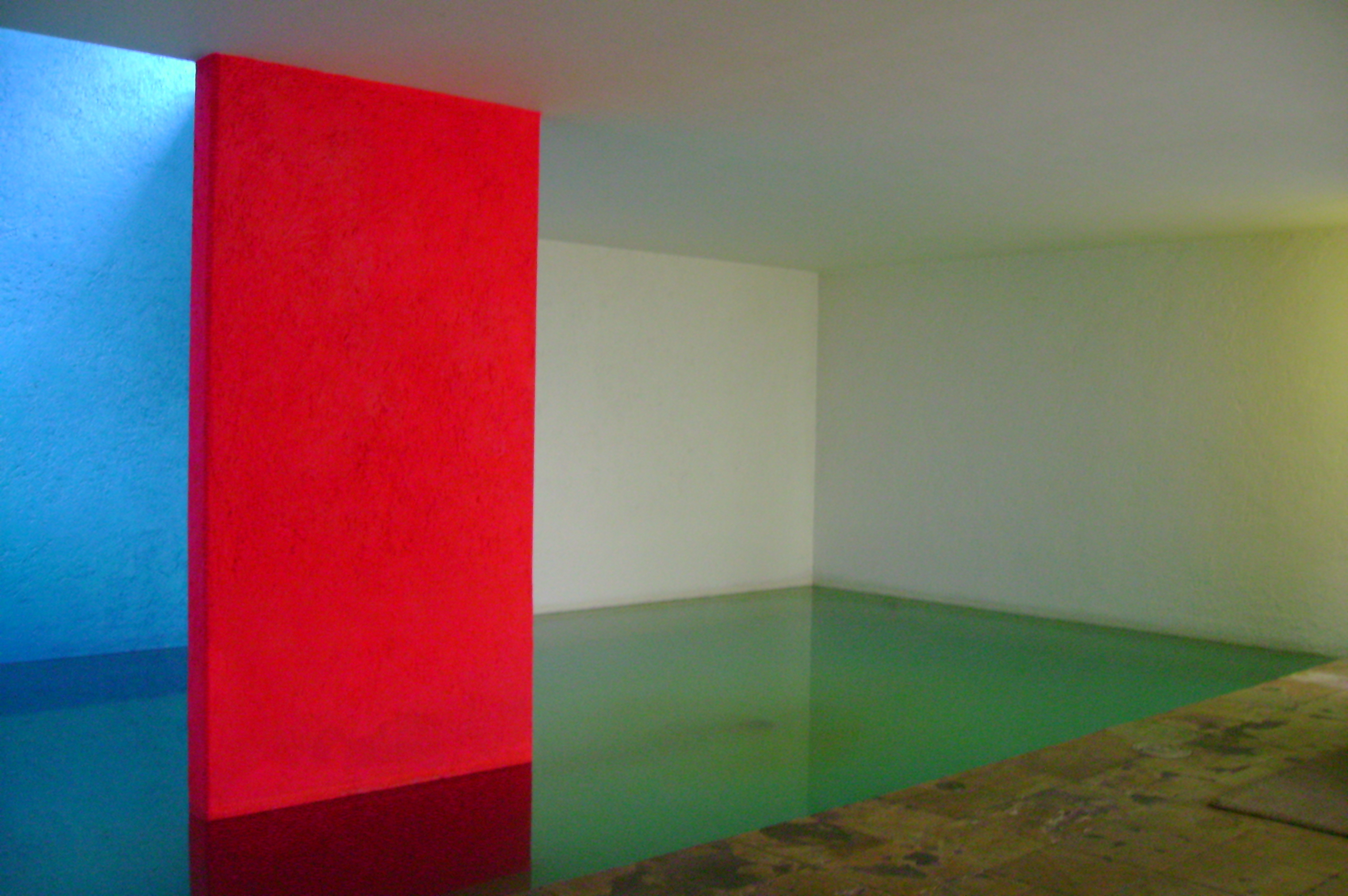
Casa Gilardi
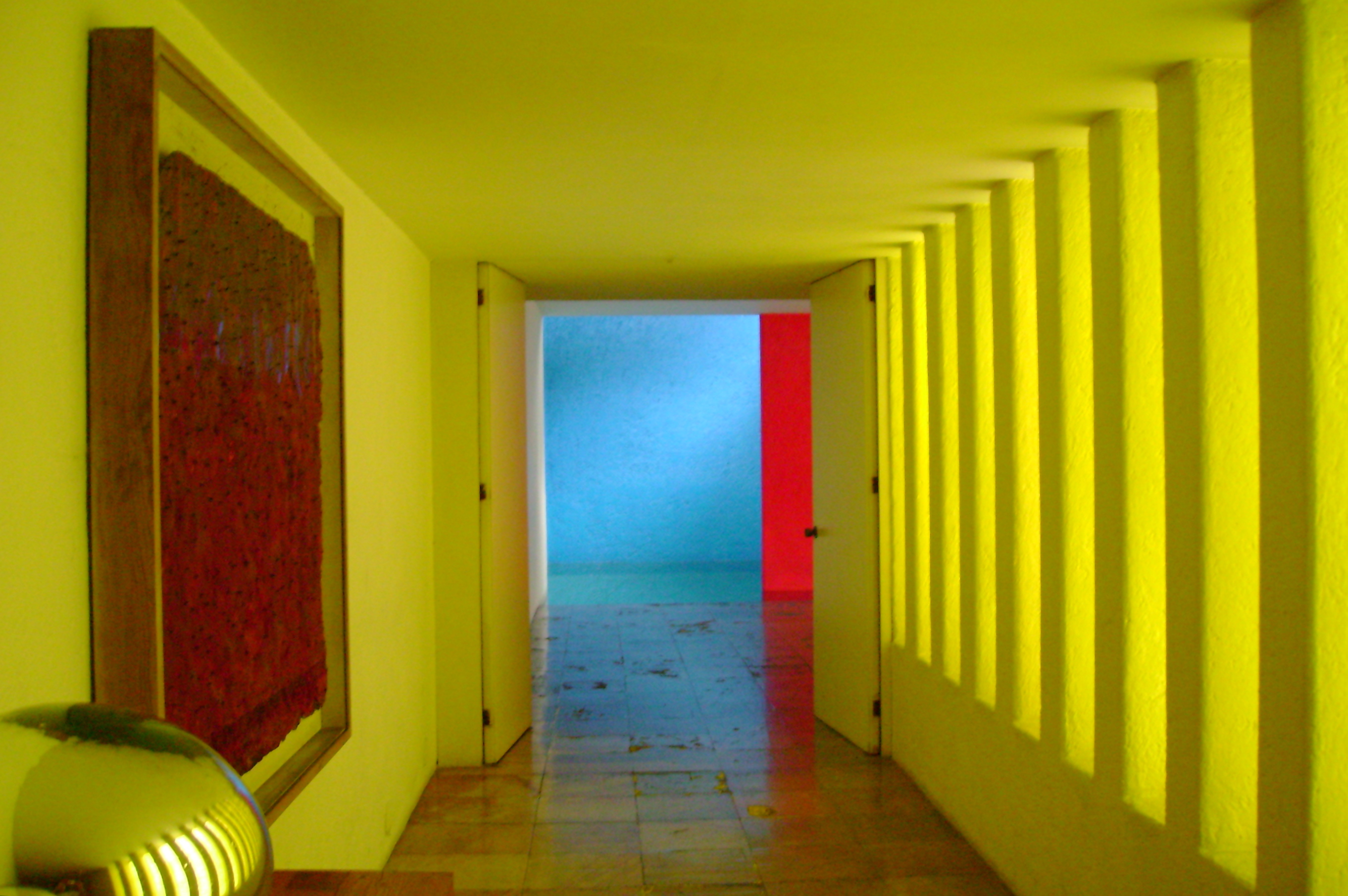
Casa Gilardi
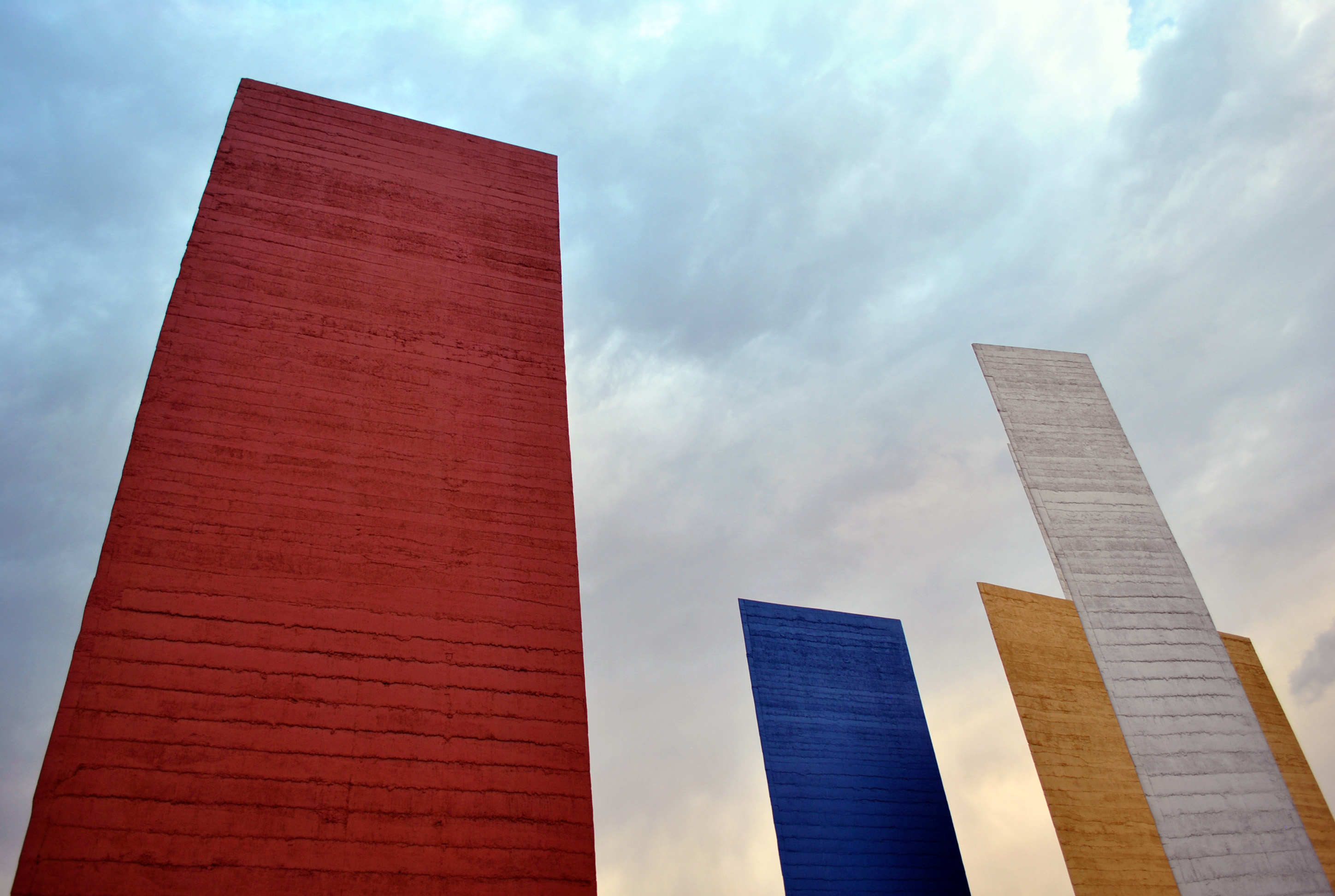
Torres de Satélite (у співпраці зі скульптором Матіасом Геріцем)

### Барраґан і модерністський рух

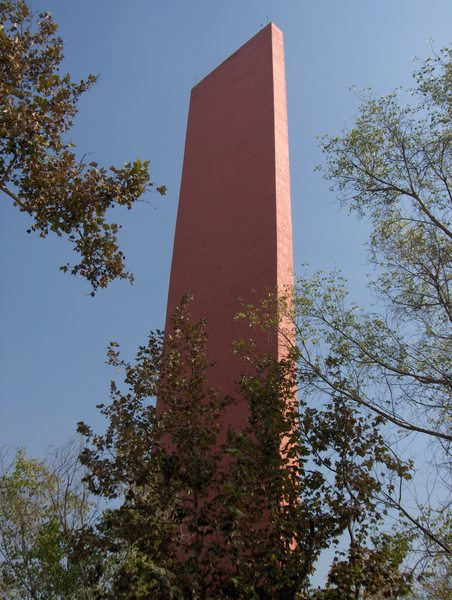
Faro de Comercio

Барраґан відвідав Ле Корбюзьє і потрапив під вплив європейського модернізму. Будинки, які він створив після повернення на батьківщину, демонструють типові чисті лінії модерністського руху. Тим не менш, за словами Андреса Касільяса (який працював з Барраґаном), він врешті-решт повністю переконався, що будинок не повинен бути "машиною для життя". На противагу функціоналізму, Барраґан прагнув до "емоційної архітектури", стверджуючи, що "будь-який твір архітектури, який не виражає безтурботності, є помилкою". Використовував таку сировину, як камінь або дерево. Поєднував їх з оригінальним використанням світла, як природного, так і штучного; його захоплення прихованими джерелами світла надає його інтер’єрам особливо тонкої та ліричної атмосфери.

## Відзнаки
У 1975 був удостоєний ретроспективи в Музеї сучасного мистецтва в Нью-Йорку. У 1980 став другим лауреатом архітектурної премії Пріцкера. 
Його особистий будинок-студія  оголошений об'єктом всесвітньої спадщини ЮНЕСКО в 2004.

## Вплив

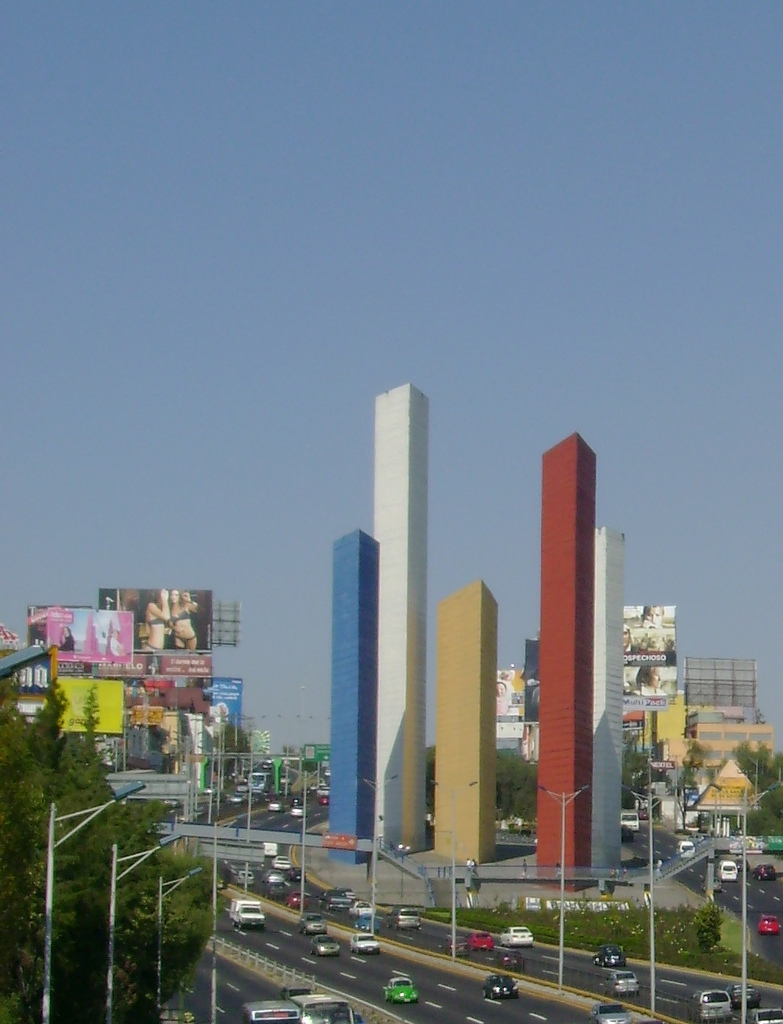
Torres de Satélite, Мехіко (1957–58), у співпраці з М. Геріцем

Роботи Луїса Барраґана часто посилаються на мінімалістичну архітектуру. Джон Паусон (John Pawson) у своїй книзі "Мінімум" згадує деякі проекти Барраґана. Більшість архітекторів, які займаються мінімалістичною архітектурою, не використовують кольори, але ідеї форм та просторів, які започаткував Барраґан, все ще актуальні.  
Луїс Кан консультувався з Барраґаном щодо простору між будівлями Інституту Солка в Ла-Йоллі, штат Каліфорнія. Згідно з документами, початковою ідеєю Кана було розмістити сад між будівлями; однак, Барраґан припустив, що відкрита площа з водним об’єктом краще відображатиме дух місця. 
Він був високо визнаним консультантом багатьох мексиканських та зарубіжних архітекторів з ландшафтного дизайну, оскільки мав особливу здатність уявляти зовнішні простори та їх зв'язок з їхніми внутрішніми парадигмами та природними характеристиками.
Вплив Баррагана можна побачити зокрема у роботах Рікардо Легоррети. Одним з проектів, де концепції та кольори Барраґана надихнули Легоррету, є готель Camino Real у Поланко, Мехіко. Цей проект відображає важливість рідної культури та її поєднання з елегантним сучасним дизайном.

## Проекти

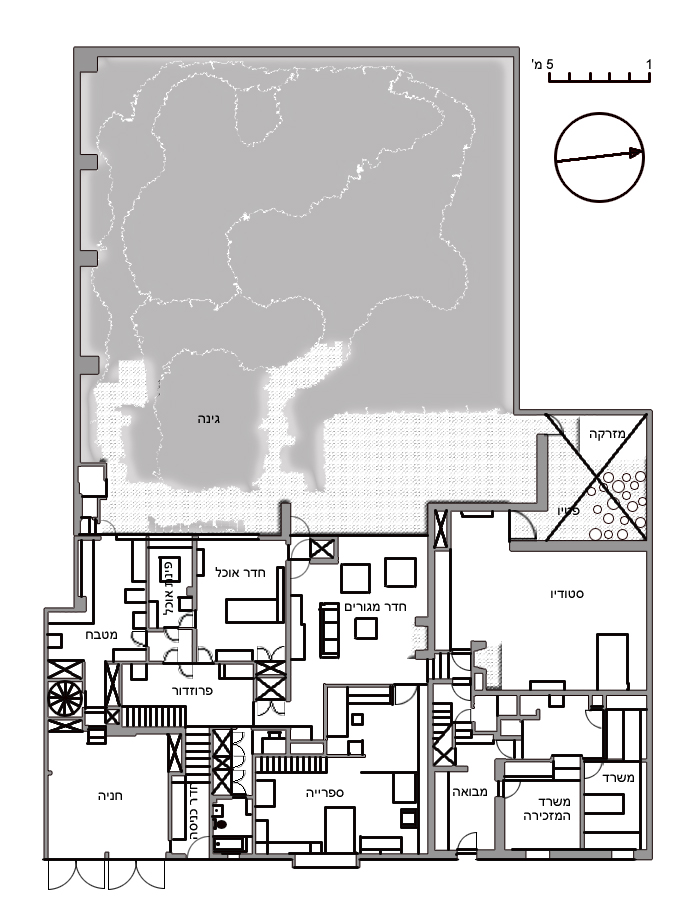
Будинок Барраґана

- Лас-Арболедас, на північ від Мехіко (1955–1961)
- Будинок Баррагана, Мехіко (1947–48)
- Jardines del Pedregal, Мехіко (1945–53)
- Каплиця Тлалпан, Мехіко (1954–60)
- Будинок Ґальвеса, Мехіко (1955)
- Jardines del Bosque, Гвадалахара (1955–58)
- Torres de Satélite, Мехіко (1957–58), у співпраці з Матіасом Геріцем
- Cuadra San Cristóbal, Лос-Клубс, Мехіко (1966–68)
- Дім Ґіларді, Мехіко (1975–77)
- Cuernavaca Racquet Club, Куернавака, Морелос, Мексика (1976—1980)

### Будинок і студія Луїса Баррагана
Луїс Барраган створив свою студію в Мехіко, будівля в даний час є музеєм, але екскурсії доступні лише за попереднім замовленням. Будівля, де він прожив усе своє життя, відображає улюблений стиль архітектора. Сьогодні належить Халіско та фонду Arquitectura Tapatía Luis Barragán. Місце стало Всесвітньою спадщиною ЮНЕСКО в 2004 році.

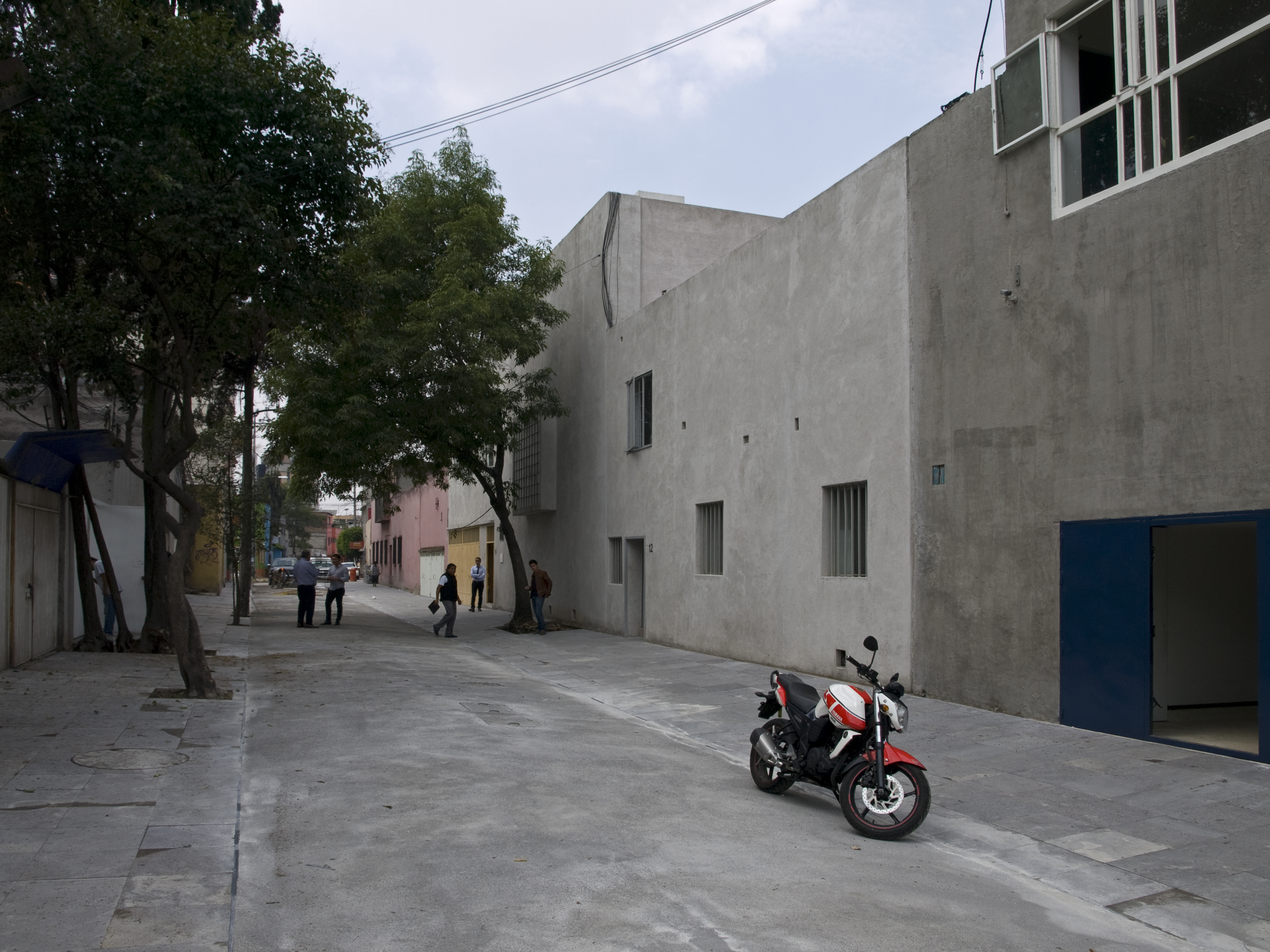
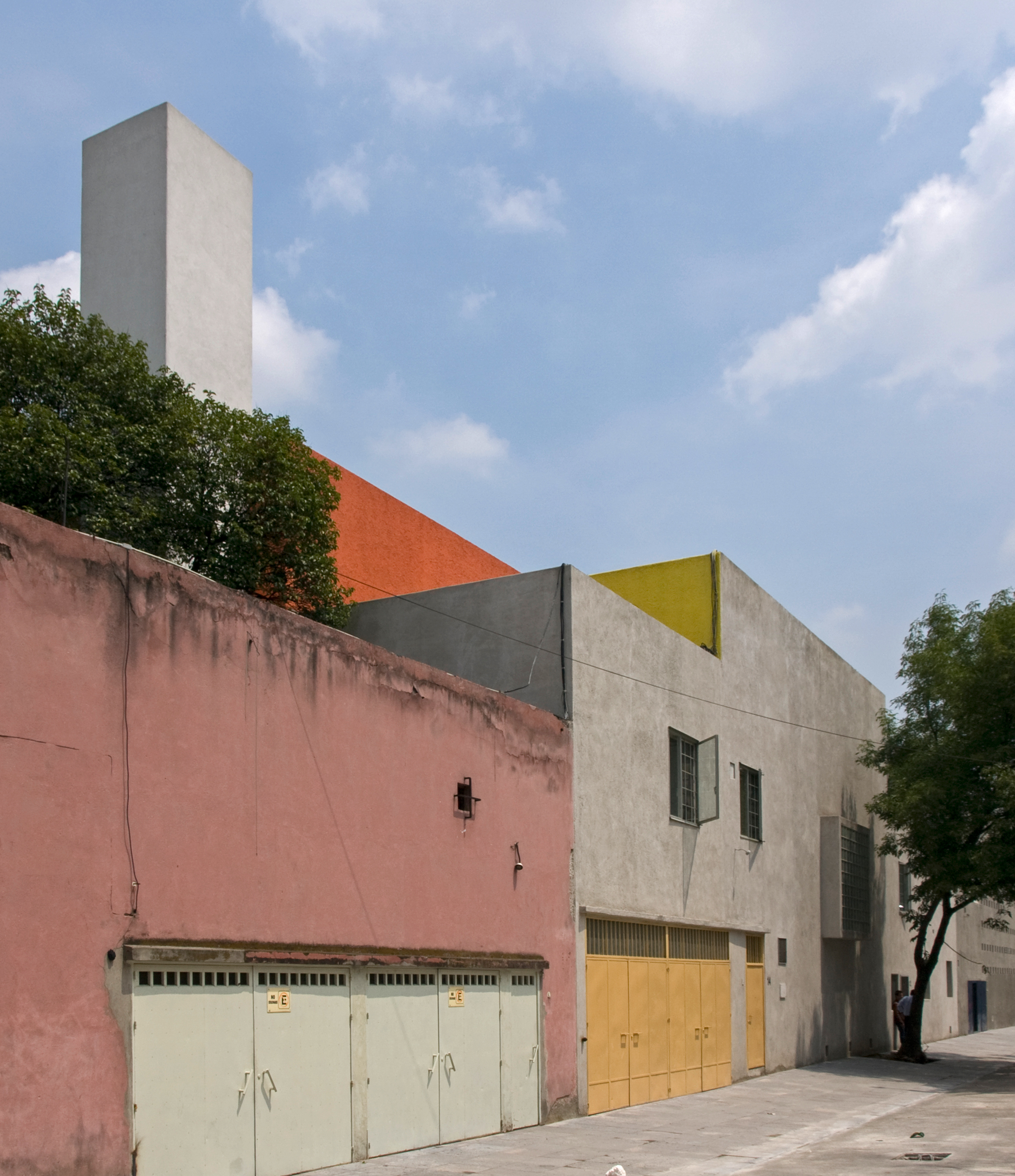
-->
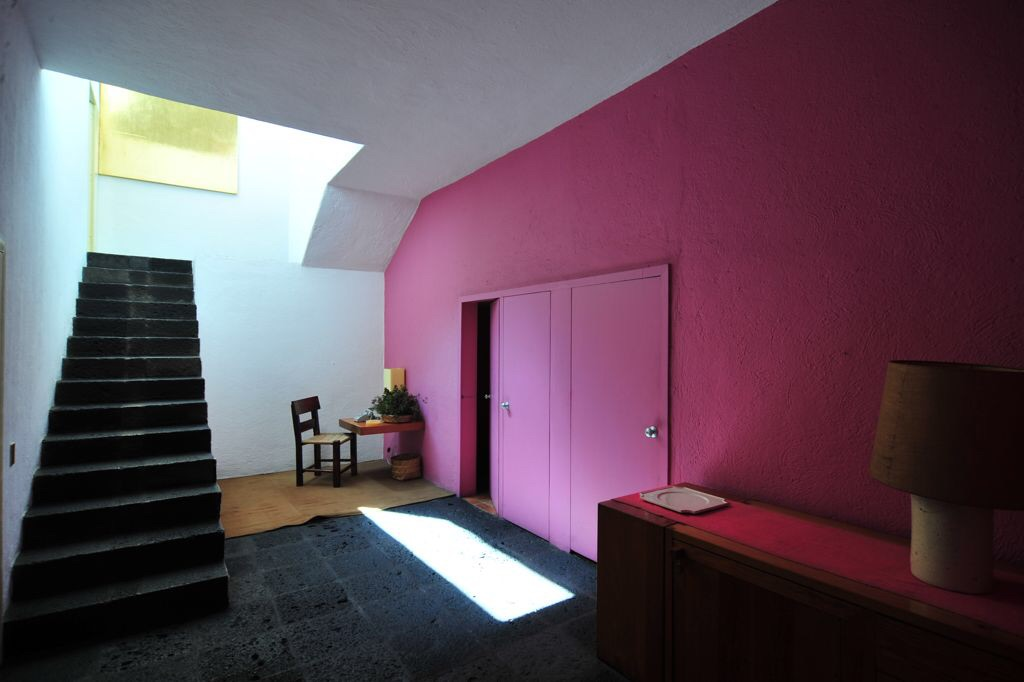
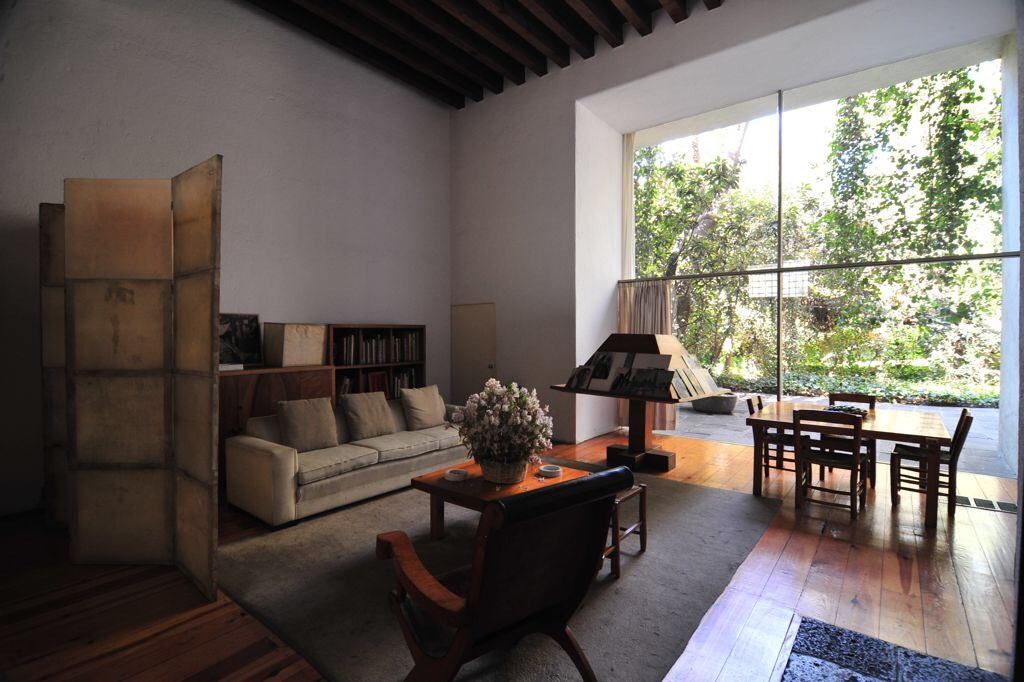
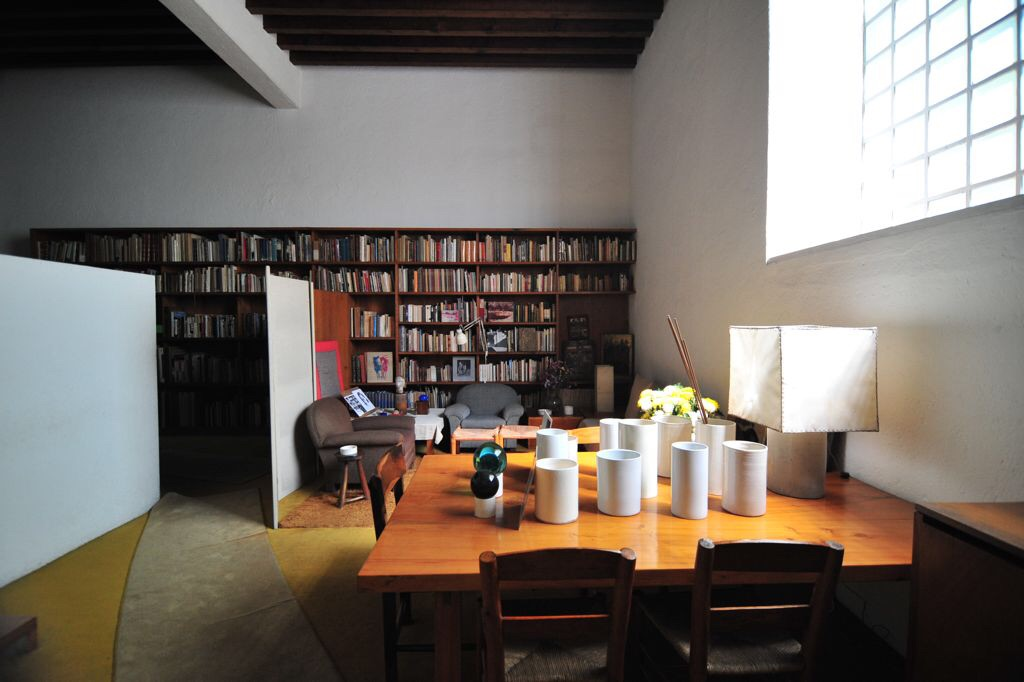